# Colin Archer
Colin Archer (22. července 1832 Larvik – 8. února 1921 Larvik) byl norský stavitel lodí skotského původu.
Jeho jméno se ve světě proslavilo díky tomu, že postavil loď Fram, kterou používaly norské výpravy na svých polárních výpravách, včetně slavné Amundsenovy expedice na jižní pól. Fram byl konstruován tak, aby ho sevření ledového příkrovu nerozdrtilo, ale vytlačilo směrem vzhůru. Fram byl však specifický i v mnoha dalších ohledech. Loď si u Colina objednal Fridtjof Nansen.
Zřejmě největší význam Colina Archera spočívá v konstrukci nových typů záchranářských lodí, které zachránily mnoho životů. Loděnice Colina Archera byla vyhlášená tím, že se zde stavěly bezpečné a trvanlivé lodě. Dokonce i dnešní stavitelé lodí se stále vrací ke konstrukčním plánům Colina Archera.